# Soltempelorden
Soltempelorden (franska Ordre du Temple Solaire, OTS) var ett hemligt sällskap som grundades av Joseph Di Mambro och Luc Jouret i Genève i Schweiz 1984, då under namnet l'Ordre International Chevaleresque de Tradition Solaire (OICTS). 
Di Mambro hade tidigare varit medlem i ett sällskap med band till Rosenkreuzarna och Jouret, som var ordens officiella grundare, var en homeopat och new age-anhängare som hävdade att han och Di Mambro varit medlemmar i Tempelherreorden i ett tidigare liv. De hävdade också att jorden snart skulle gå under och att man skulle leda medlemmarna till ett nytt liv efter döden, på en planet som kretsade kring Sirius. 
Man trodde att jorden snart skulle gå under. Åren 1994–1997 begick 74 medlemmar kollektivt självmord, eller mördades, i Schweiz, Kanada och Frankrike. Byggnaderna hade sedan antänts med hjälp av tidsinställda anordningar. Några av kropparna var drogade och en del skjutna. Flera av de avlidna var barn.

## Nyckelpersoner
Joseph "Jo" Di Mambro (1924–1994) hade tidigare varit medlem i ett sällskap med band till Rosenkreuzarna. Med början 1968 grundades ett flertal religiösa och andliga grupper, däribland Golden Way. På en gård som Di Mambro ägde bildades ett kibbutz-liknande kollektiv som följde idéer om ekologi och meditation. Det var ur detta som OTS föddes.
Luc Jouret (1947–1994) var en belgisk gynekolog och homoepat. Under 1980-talet studerade han olika sorters alternativmedicin och healing, etablerade en klinik och reste runt som föreläsare. År 1984 grundade han Soltempelorden tillsammans med Di Mambro.
Michel Tabachnik (född 1942) är en berömd schweizisk dirigent som innehade en hög position inom sekten och var betydelsefull i utvecklandet av dess teologi. Han skrev också den "kosmiska musik" som användes under ceremonier.

## Ursprung och uppgång
OTS har sitt ursprung i en annan esoterisk grupp, Ordre Rénové du Temple (ORT, Den återskapade tempelorden) som grundades 1952 av Jacques Breyer och såg sig som arvtagare till Tempelherreorden. Di Mambro och Jouret skulle också hävda att de varit medlemmar i Tempelherreorden i ett tidigare liv. ORT ska ha rekryterat 3 000–4 000 medlemmar.
År 1984 grundade Di Mambro och Jouret OTS i Genève. 
Tack vare rika medlemmar som anslöt sig under 1980-talet kunde OTS köpa upp egendomar i Schweiz, Kanada, Frankrike och även i Australien, även om de australiska ägorna snart såldes igen.
År 1986 flyttade Jouret och Di Mambro till Morin-Heights i den kanadensiska delstaten Québec och etablerade en filial av sällskapet där. 
I början av 1990-talet uppkom en del problem för organisationen. Ett tiotal personer lämnade sekten och det uppstod spänningar i ledarskapet mellan den franske ledaren Robert Falardeu och de andra. Därtill kom det till Di Mambros kännedom att Interpol utredde honom för ekonomisk brottslighet. Allt detta pressade Di Mambro som sökte hjälp från Sirius. Den 24 september 1994, bara två veckor innan de kollektiva självmorden, ersattes OTS med en ny orden: Organisationen rosa korset (l'Association Rose-Croix). Men vid det här laget stod OTS redan inför sitt slut; redan i juni hade utrustning för att utlösa en brand införskaffats.

## Trosuppfattningar
Sekten trodde att mänskligheten stod inför en undergång som medlemmarna skulle räddas ifrån till ett nytt liv på Sirius. Michel Tabachnik hade en central roll eftersom han hade kontakt med Sirius, varifrån han fick meddelanden som bara han kunde förstå. Inom sekten fanns det också "det kosmiska barnet", Emanuelle eller "Doudou", som sades ha befruktats "teogamiskt" i en ceremoni där ett svärd rörde vid moderns mage och ett ljus uppstod. I verkligheten var hon dock redan gravid och fadern till barnet var Di Mambro.

## Kollektiva självmord
Inom OTS ägde totalt fyra kollektiva självmord rum åren 1994–1997 där totalt 74 människor tog livet av sig. Dessa självmord var tänkta att föra medlemmarna till en ny tillvaro på Sirius. Detta liknade vad Heaven's Gate, som begick kollektiva självmord 1997, trodde.
Den 5 oktober 1994 påträffades kropparna efter 45 personer på två gårdar i kommunen Cheiry i Schweiz. Två dagar senare hittades ytterligare döda i Québec. Totalt uppgick dödssiffran till 53 personer. De flesta hade skjutits ihjäl och sedan hade gårdarna antänts med hjälp av en tidsinställd anordning. Bland de döda återfanns de två ledarna för sekten, Di Mambro och Jouret. Det konstaterades snabbt vara ett kollektivt självmord.
Den 23 december 1995 hittades 16 sektmedlemmar, varav tre barn, döda och brända i en dalgång i Isère i Frankrike. De hade dött natten mellan den 15 och 16 december i ett kollektivt självmord. Undersökningen skulle visa att de flesta hade tagit lugnande medel; därefter hade två medlemmar skjutit ihjäl dem innan de antände kropparna och även tog sina egna liv.
De sista självmorden ägde rum i mars 1997, i Québec, där fem personer dog under samma omständigheter som vid de tidigare tillfällena. Här fanns också tre överlevande ungdomar som hade övertygat sina föräldrar att skona dem.

## Följder och undersökningar
Den enda ännu levande av sektens huvudmän, Michel Tabachnik, ställdes inför rätta i en process som började 2001, men frikändes slutligen 2006.
OTS:s finanser undersöktes av schweiziska myndigheter, då man misstänkte att de kunde vara inblandade i penningtvätt och bedrägeri. De hade öppnat ett stort antal konton i Schweiz och i andra länder som pengar flöt emellan. Undersökningen hittade dock inget som tydde på brott. Tvärtom hade de bara kvar blygsamma summor. Deras stora inkomster kom från donationer från rika medlemmar och hade använts till att köpa fastigheter. Istället tros orsaken till deras komplicerade finansiella nät vara en besatthet av att hålla sina affärer hemliga.
Enligt en privat undersökning initierad av familjen Vuarnet hade kropparna från massakern 1995 dock höga halter av fosfor, vilket skulle antyda att eldkastare skulle ha använts. Dessa eldkastare skulle i så fall endast kunna ha militärt ursprung och innefatta någon utomstående i massakern. Denna förklaring har dock inte accepterats i rättegångarna och experter har ansett den officiella förklaringen vara trovärdig.
Filmregissören Yves Boisset spelade 2006 in en dokumentärfilm, Les Mystères sanglants de l'OTS, där han framförde alternativa teorier kring massakrerna. Han anser att det fanns ett finansiellt spår med stora fastighetsaffärer. OTS skulle också ha politiska kopplingar, bland annat till dåvarande inrikesministern Charles Pasqua. Även att det skulle handla om självmord ifrågasattes. Därtill fanns det ekonomiska kopplingar till den franska parlamentsledamoten Yann Piat.

## Andra sekter
År 1998 stoppade den spanska polisen en tysk sekt med 33 medlemmar som planerade att begå kollektivt självmord på Teneriffa. Sekten hämtade inspiration från OTS och trodde också på en nära förestående undergång och att de skulle plockas upp av rymdskepp. Dess ledare var psykologen Heide Fittkau-Garthe som greps av polisen.